# Live Era: ’87–’93
Live Era ’87–’93 (englisch für „Live-Ära ’87–’93“) ist das erste Livealbum der US-amerikanischen Hardrock-Band Guns N’ Roses. Das 1999 veröffentlichte Doppelalbum enthält neben den Liveversionen bekannter Studiotracks der Band zusätzlich eine Coverversion des Black-Sabbath-Songs It’s Alright. Zur Zeit des Erscheinens war von der Urbesetzung der Band nur noch Axl Rose vorhanden.

## Hintergrund
Das Album war das erste offizielle Album von Guns N’ Roses nach dem Coveralbum The Spaghetti Incident? von 1993. Zum Zeitpunkt der Veröffentlichung war von den ursprünglichen Besetzungen nur noch Axl Rose Bestandteil der Gruppe, dennoch wurden Slash und Duff McKagan in die Songauswahl mit einbezogen. Da kein gutes Klima mehr zwischen den ehemaligen Bandmitgliedern herrschte, kommunizierte man über Mittelsleute.
Statt einer Auflistung der Shows, wo die Lieder aufgenommen wurden, steht im Booklet lediglich „Recorded across the universe between 1987 and 1993“. Ein Großteil der Lieder stammt aber nachvollziehbar von der umfangreichen Use-Your-Illusion-Tour, die zwischen 1991 und 1993 stattfand. Das Album wurde im Studio bearbeitet und Spiel- und Gesangsfehler wurden überarbeitet.
Matt Sorum, Schlagzeuger von Guns N’ Roses zwischen 1990 und 1997 und damit auf einer Vielzahl der Lieder zu hören, wurde lediglich als „Additional Musician“ (zusätzlicher Musiker) vermerkt, während Steven Adler als „Main Band Member“ (Gruppenmitglied) aufgeführt ist. Hintergrund waren Meinungsverschiedenheiten zwischen Sorum und Rose, die im Vorfeld zu Sorums Ausstieg bei Guns N’ Roses führten.
Die Songauswahl setzt sich zusammen aus den bis dato veröffentlichten Alben Appetite for Destruction, G N’ R Lies und der beiden Use-Your-Illusion-Alben. Das Coveralbum The Spaghetti Incident? ist nicht berücksichtigt worden, da die Band keine entsprechende Tournee zu diesem Album absolvierte. Als einziges bis dato unveröffentlichtes Lied befindet sich die Black-Sabbath-Coverversion It’s Alright auf dem Album.

## Titelliste
CD 1
1. Nightrain – 5:18 (vom Album Appetite for Destruction)
2. Mr. Brownstone – 5:42 (vom Album Appetite for Destruction)
3. It’s So Easy – 3:28 (vom Album Appetite for Destruction)
4. Welcome to the Jungle – 5:08 (vom Album Appetite for Destruction)
5. Dust N’ Bones – 5:05 (vom Album Use Your Illusion I)
6. My Michelle – 3:53 (vom Album Appetite for Destruction)
7. You’re Crazy – 4:45 (vom Album G N’ R Lies)
8. Used to Love Her – 4:17 (vom Album G N’ R Lies)
9. Patience – 6:42 (vom Album G N’ R Lies)
10. It’s Alright – 3:07 (bisher unveröffentlicht, Originalinterpret: Black Sabbath)
11. November Rain – 12:30 (vom Album Use Your Illusion I)

CD 2
1. Out ta Get Me – 4:33 (vom Album Appetite for Destruction)
2. Pretty Tied Up – 5:25 (vom Album Use your Illusion II)
3. Yesterdays – 3:52 (vom Album Use your Illusion II)
4. Move to the City – 8:00 (vom Album G N’ R Lies)
5. You Could Be Mine – 6:02 (vom Album Use your Illusion II)
6. Rocket Queen – 8:27 (vom Album Appetite for Destruction)
7. Sweet Child o’ Mine – 7:25 (vom Album Appetite for Destruction)
8. Knockin’ on Heaven’s Door – 7:27 (vom Album Use your Illusion II)
9. Don’t Cry – 4:44 (vom Album Use your Illusion I)
10. Estranged – 9:52 (vom Album Use your Illusion II)
11. Paradise City – 7:22 (vom Album Appetite for Destruction)

Auf der Japan- und der LP-Version des Albums befindet sich als Bonustrack das Lied Coma.

## Kommerzieller Erfolg

### Chartplatzierungen
| ChartsChartplatzierungen       | Höchstplatzierung | Wochen |
| ------------------------------ | ----------------- | ------ |
| Deutschland (GfK)              | 53 (8 Wo.)        | 8      |
| Österreich (Ö3)                | 29 (10 Wo.)       | 10     |
| Schweiz (IFPI)                 | 31 (10 Wo.)       | 10     |
| Vereinigte Staaten (Billboard) | 45 (13 Wo.)       | 13     |
| Vereinigtes Königreich (OCC)   | 45 (4 Wo.)        | 4      |

### Auszeichnungen für Musikverkäufe
| Land/Region                  | Auszeichnungen für Musikverkäufe (Land/Region, Auszeichnung, Verkäufe) | Verkäufe  |
| ---------------------------- | ---------------------------------------------------------------------- | --------- |
| Argentinien (CAPIF)          | Platin                                                                 | 60.000    |
| Australien (ARIA)            | Platin                                                                 | 70.000    |
| Brasilien (PMB)              | Gold                                                                   | 125.000   |
| Japan (RIAJ)                 | Gold                                                                   | 100.000   |
| Kanada (MC)                  | Platin                                                                 | 100.000   |
| Neuseeland (RMNZ)            | Gold                                                                   | 7.500     |
| Vereinigte Staaten (RIAA)    | Gold                                                                   | 500.000   |
| Vereinigtes Königreich (BPI) | Gold                                                                   | 100.000   |
| Insgesamt                    | 5× Gold · 3× Platin ·                                                  | 1.062.500 |

Hauptartikel: Guns N’ Roses/Auszeichnungen für Musikverkäufe